# Sept-Saulx
Sept-Saulx is een gemeente in het Franse departement Marne (regio Grand Est) en telt 510 inwoners (1999). De plaats maakt deel uit van het arrondissement Reims.

## Geografie
De oppervlakte van Sept-Saulx bedraagt 18,6 km², de bevolkingsdichtheid is 27,4 inwoners per km².
De onderstaande kaart toont de ligging van Sept-Saulx met de belangrijkste infrastructuur en aangrenzende gemeenten.

## Demografie
Onderstaande figuur toont het verloop van het inwonertal (bron: INSEE-tellingen).